# George Bârlădeanu
George Bârlădeanu (sinh ngày 19 tháng 2 năm 1988 ở Galaţi, România) là một cầu thủ bóng đá người România thi đấu cho Oțelul Galați.